# Belojarskij
Belojarskij (anche traslitterata come Beloyarsky) è una cittadina della Russia siberiana occidentale, situata nel Circondario Autonomo degli Chanty-Mansi; sorge lungo il fiume Kazym, affluente dell'Ob', 370 km a nordest di Chanty-Mansijsk.

## Storia
Fondata nel 1969 come centro petrolifero, fu promossa a città nel 1984.

## Infrastrutture e trasporti

### Aereo
Belojarskij è servita da un aeroporto con i voli di linea principali per Nižnevartovsk, Surgut, Tjumen', Mosca-Vnukovo, Mosca-Domodedovo

## Società

### Evoluzione demografica
Fonte: mojgorod.ru
- 1970: 400
- 1979: 8.000
- 1989: 20.500
- 2003: 18.700
- 2006: 19.800